# STS-107

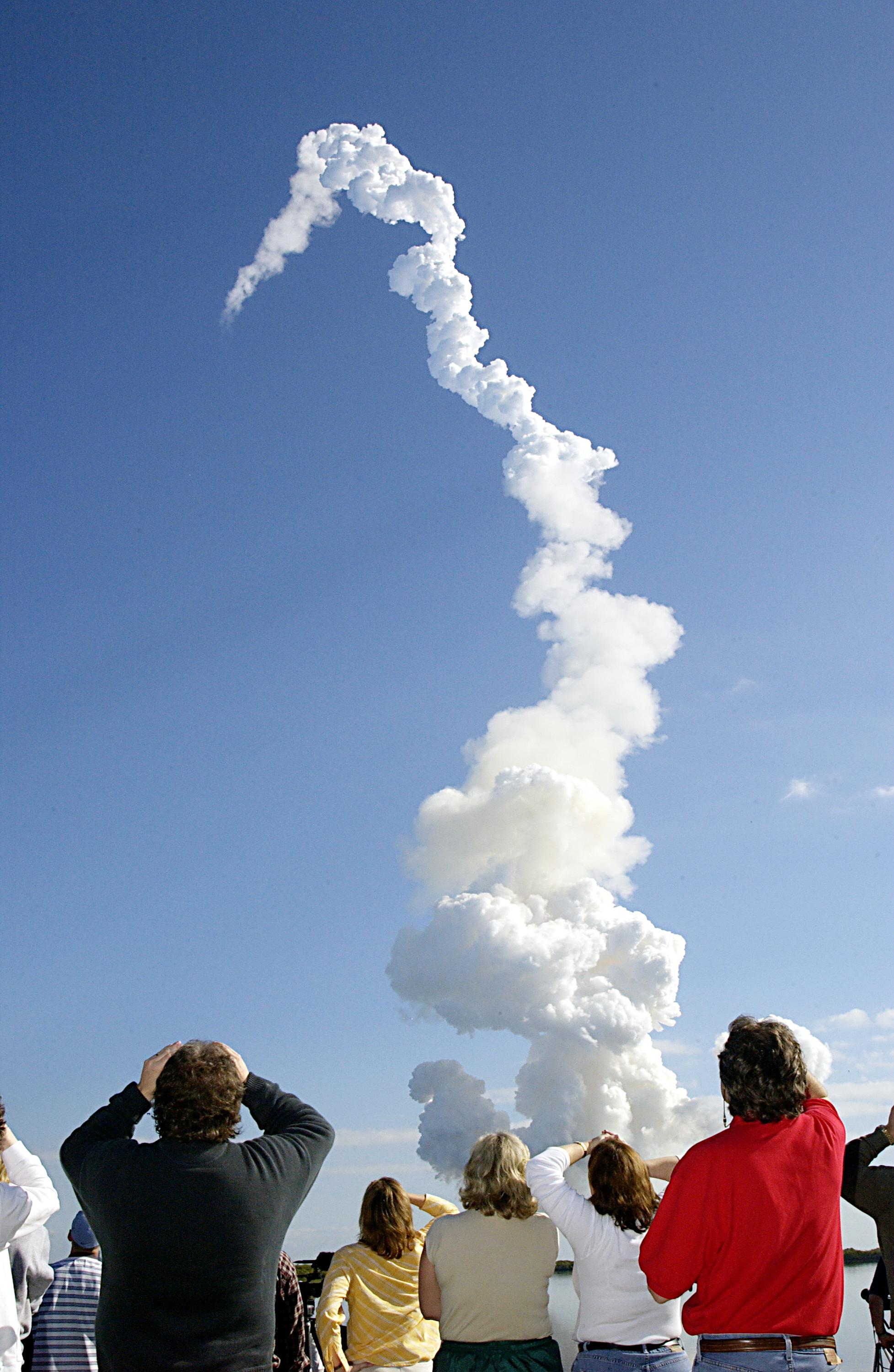
Enlairament de la missió STS-107.

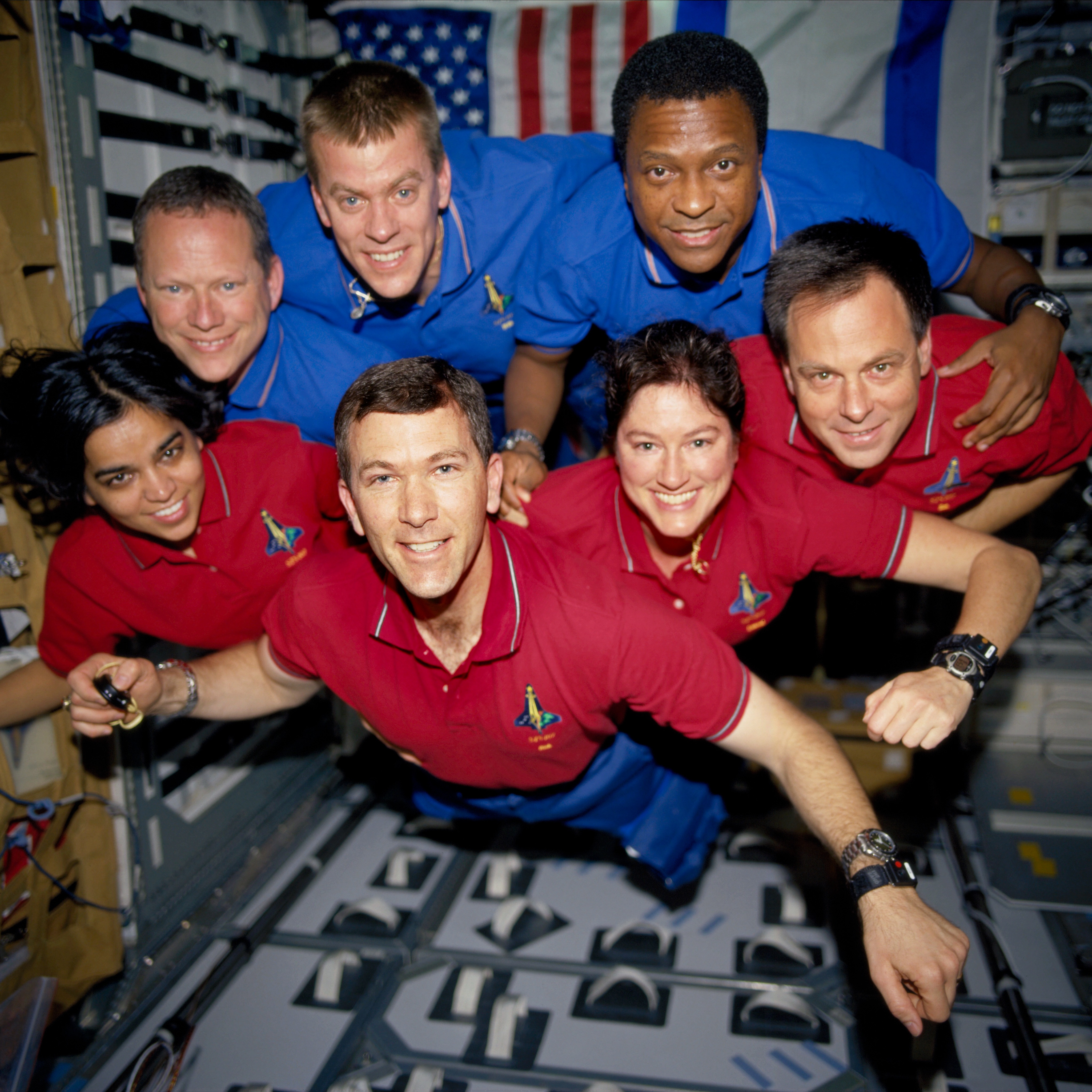
La tripulació del Columbia (missió STS-107), durant la seva estada de 15 dies a l'espai.

La missió STS-107 va ser una fallida missió del transbordador espacial Columbia que va acabar en tragèdia quan el transbordador es va desintegrar durant la reentrada en l'atmosfera terrestre l'1 de febrer de 2003 causant la mort de tota la tripulació. La STS-107 havia estat llançada el 16 de gener anterior. La causa de l'accident va ser presumiblement una peça arrencada de l'escut tèrmic del transbordador durant el llançament. Aquesta peça va originar un petit forat en l'ala esquerra del transbordador. Durant la reentrada l'ala malmesa es va sobrescalfar trencant-se i produint la pèrdua total de control de la reentrada i la desintegració del vehicle.

## Tripulació
- Rick Husband (2), comandant  Estats Units
- William McCool (1), pilot  Estats Units
- David McDowell Brown (1), especialista de missió  Estats Units
- Kalpana Chawla (2), especialista de missió  Estats Units
- Michael Anderson (2), comandant de càrrega  Estats Units
- Laurel Clark (1), especialista de missió  Estats Units
- Ilan Ramon (1), especialista de càrrega - dors. col.

 Entre parèntesis, el nombre de missions de l'astronauta, inclosa la STS-107
En el seu vol inaugural, el STS-107 portava a la càrrega:
- El SPACEHAB (doble mòdul de recerca)
- L'experiment Freestar (muntat en un bastidor Programa Hitchhiker) i
- La paleta de durada estesa Orbiter.

A bord del Columbia havia una còpia d'un dibuix de Petr Ginz, l'editor en cap de la revista Vedem, que representava el que ell s'imaginava quan tenia 14 anys i era presoner en un camp de concentració): que la Lluna era la Terra. La còpia estava en possessió d'Ilan Ramon i es va perdre en l'accident.
El pilot israelià Ilan Ramon va ser un dels pilots que van participar a Bagdad (Iraq) en l'operació Òpera (7 de juny de 1981), en què van morir deu soldats iraquians i un enginyer civil francès.

## Paràmetres de la missió
- Massa:
  - De l'Orbiter a l'enlairar: 119615 kg
  - De l'Orbiter a l'aterrar: 105.593 kg (14.023 kg de diferència)
  - Càrrega: 14.553 kg
- Perigeu: 270 km
- Apogeu: 285 km
- Inclinació: 39,0°
- Velocitat: -
- Període: 90,1 minuts